# Toh Lian Han
Toh Lian Han (sinh 3 tháng 1 năm 1972) là một cơ thủ chuyên nghiệp Singapore. Ông từng giành huy chương bạc tại Đại hội Thể thao Đông Nam Á 2007, huy chương đồng tại Đại hội Thể thao Đông Nam Á 2005, 2009 và 2015.

## Sự nghiệp

### Giải vô địch thế giới pool 9 bóng
Toh Lian Han từng 4 lần tham dự các giải vô địch thế giới pool 9 bóng vào các năm 2012, 2013, 2015 và 2016. Trong tất cả bốn lần tham dự ông đều vượt qua vòng bảng. Ông lọt vào sâu nhất là vòng 32 cơ thủ, lần lượt thất bại trước Hứa Khải Luân (2013), David Alcaide (2015) và Muhammad Simanjuntak (2016).

### Cúp thế giới pool
Tại Cúp thế giới pool 9 bóng, Toh (đứng cặp với đồng đội Chan Keng Kwang) tham dự 4 lần vào các năm 2006, 2007, 2009 và 2010. Thành tích cao nhất của cặp đôi Singapore là vào đến tứ kết năm 2007. Những giải còn lại họ đều bị loại từ vòng 1.

### Đại hội Thể thao Trong nhà và Võ thuật châu Á
Ở châu Á, billiards và snooker không được tổ chức ở các Đại hội Thể thao châu Á mà chỉ có tên trong các Đại hội Thể thao trong nhà. Toh Lian Han từng tham dự nội dung đơn pool 9 bóng ở các đại hội năm 2009 và 2013, thành tích cao nhất vào đến tứ kết năm 2013.

### Đại hội Thể thao Đông Nam Á
Tại các Đại hội Thể thao Đông Nam Á Toh Lian Han đứng cùng với Chan Keng Kwang tham dự pool 9 bóng nội dung đôi đã giành được danh hiệu cao nhất là huy chương bạc vào năm 2007, các năm 2005 và 2009 huy chương đồng. Sau khi cách quãng hai kỳ SEA Games không tổ chức nội dung đôi pool 9 bóng, năm 2015 tại SEA Games tổ chức ở quê nhà Singapore, Toh lại một lần nữa có được huy chương đồng nội dung đôi khi đứng cặp cùng Aloysius Yapp.

### Các giải đấu khác
Toh từng tham dự hệ thống giải Vòng quanh châu Á (San Miguel Beer Asian 9-ball tour Champion) tổ chức tại các nước Đông Nam Á và Đông Á. Thành tích cao nhất của ông là vào đến tứ kết giải đấu ở Indonesia năm 2005.